# پاتی جامائیکایی
پاتی جامائیکایی (انگلیسی: Jamaican patty) نوعی خوراک است که حاوی انواع مختلف مواد پر کننده و ادویه‌جات پخته شده درون پوسته ای، اغلب به رنگ زرد طلایی رنگ با مخلوط زرده تخم مرغ یا زردچوبه است و با گوشت پر می‌شود. همان‌طور که از نام آن پیداست، این ماده معمولاً در جامائیکا یافت می‌شود و همچنین در سایر مناطق کارائیب مانند سواحل کارائیب نیکاراگوئه و کاستاریکا.
به‌طور سنتی با گوشت چرخ کرده چاشنی شده پر می‌شود، اما پر کردن آن می‌تواند شامل گوشت مرغ، گوشت خوک، گوشت گوسفند، تره‌بار، میگو، شاه‌میگو، ماهی (غذا)، سویا، آکی، سبزیجات مخلوط یا پنیر باشد.